# Strobe Edge
Strobe Edge (ストロボ・エッジ, Sutorobo Ejji) est un shōjo manga écrit et dessiné par Io Sakisaka. Il a été prépublié entre 2007 et 2010 dans le magazine Bessatsu Margaret et a été compilé en un total de dix volumes par Shūeisha. La version française est publiée en intégralité aux éditions Kana.
Une adaptation en film live est en production.

## Synopsis
Ninako, lycéenne, est tombée amoureuse de Ren, le plus beau garçon du lycée. Mais celui-ci a déjà une petite amie. De plus, le meilleur ami de Ninako, Daiki,et plus tard Takumi Ando dit à celle-ci qu'il l'aime. Les quiproquos s'enchainent.

## Personnages
Ninako Kinoshita (木下　仁菜子, Kinoshita Ninako)
Ninako Kinoshita est le personnage principal féminin. C'est une jeune fille naïve, naturelle, maladroite mais pleine de vie. Ninako n'a jamais vraiment prêté son attention sur les garçons en général. Mais un jour, en prenant le train, elle croisa le jeune homme le plus populaire de son lycée, Ren Ichinose avec qui elle finira par sortir après plusieurs épreuves. L'adolescent, en cassant accidentellement le snap ananas de sa camarade, ils venaient de se parler pour la première fois. Ninako va découvrir la vraie personnalité de Ren, un adolescent non seulement beau mais par-dessus tout gentil, ce que la plupart des autres filles ne font guère attention. Ainsi, pour la toute première fois de sa vie, elle tombera amoureuse. Mais cet amour semble plus complexe que cela en a l'air car Ren a déjà une petite amie et Daiki Korenaga (le meilleur ami de Ninako) ainsi que Takumi Ando sont tous deux amoureux de Ninako.
Ren Ichinose (一ノ瀬　連, Ichinose Ren)
Ren Ichinose est l'un des personnages principaux de l'histoire. Il possède une personnalité très froide et a du mal à exprimer ses sentiments jusqu'au jour où il rencontre Ninako, peu à peu, nous voyons Ren s'adoucir. Nous apprendrons aussi qu'il a une petite amie (mannequin) qui n'est d'autre que la sœur de Daiki mais ils se sépareront. Nous apprendrons aussi qu'il est en fait très amoureux de Ninako avec qui il finira par sortir. Il est connu pour avoir éconduit un nombre incalculable de filles ; il existe même une ligue des filles qu'il a éconduites.
Daiki Korenaga (是永　大樹, Korenaga Daiki)
Daiki Korenaga est un personnage très gentil et attentionné au moment où Ninako était en train de tomber amoureuse de Ren, il lui a déclaré sa flamme mais il s'est fait éconduire et c'est aussi à ce moment-là que sayuri (une parmi les meilleurs amis de niniko) lui avoue aussi qu'elle l'aime et c'est ainsi que Daiki se mit en couple avec la belle sayuri. Au début de l'histoire, Daiki voue une haine profonde à Ren car il apprend que Niniko est amoureuse de ce dernier, mais après dans l'histoire ils deviendront amis. Ses parents sont divorcés, donc au début il restait vivre avec son père, mais comme son père voulait déménager avec sa nouvelle compagne, il a fini par vivre avec sa mère pour pouvoir rester dans le même lycée que sayuri et ses amis.
Takumi Ando (安堂拓海, Andō Takumi)
Takumi Ando est un des personnages principaux de l'histoire mais il n'apparait pas tout de suite dans le manga ; il a connu Ren (qui deviendra son meilleur ami) au collège en l'aidant à ne pas prêter attention aux remarques des autres garçons de sa classe qui étaient jaloux de son succès auprès de la gent féminine, lui aussi étant un garçon très populaire auprès des filles, mais lui en joue beaucoup plus et il y a une raison à cela : au collège, il était tombé très amoureux d'une fille (Mao) dont il croyait l'amour réciproque mais ce n'était pas le cas et si elle est sortie avec lui c'était seulement pour se rapprocher de Ren. Par la suite, il n'a plus eu de relations sérieuses avec une fille, en peu de temps, il tombe éperdument amoureux de Ninako et fera tout pour la séduire. Il a un caractère assez espiègle et est très séducteur mais il réduira ce trait de son caractère en stoppant toutes ses relations et en ne prêtant plus attention à aucune autre fille, sauf à Ninako, il veut absolument faire oublier Ren à Ninako.

## Manga
Le manga Strobe Edge est écrit et dessiné par Io Sakisaka. Il a été prépublié entre 2007 et 2010 dans le magazine Bessatsu Margaret, avant d'être compilé en dix volumes reliés par l'éditeur Shūeisha. La version française est publiée par Kana à partir de juillet 2011. La série est également éditée en Amérique du Nord en version anglaise par VIZ Media.
| no | Japonais         | Japonais          | Français          | Français          |
| no | Date de sortie   | ISBN              | Date de sortie    | ISBN              |
| -- | ---------------- | ----------------- | ----------------- | ----------------- |
| 1  | 22 novembre 2007 | 978-4-08-846239-4 | 1er juillet 2011  | 978-2-5050-1183-5 |
| 2  | 25 mars 2008     | 978-4-08-846280-6 | 1er juillet 2011  | 978-2-5050-1184-2 |
| 3  | 25 juillet 2008  | 978-4-08-846316-2 | 23 septembre 2011 | 978-2-5050-1239-9 |
| 4  | 25 novembre 2008 | 978-4-08-846357-5 | 4 novembre 2011   | 978-2-5050-1272-6 |
| 5  | 25 mars 2009     | 978-4-08-846394-0 | 20 janvier 2012   | 978-2-5050-1403-4 |
| 6  | 25 juin 2009     | 978-4-08-846420-6 | 16 mars 2012      | 978-2-5050-1425-6 |
| 7  | 25 novembre 2009 | 978-4-08-846466-4 | 4 mai 2012        | 978-2-5050-1458-4 |
| 8  | 12 mars 2010     | 978-4-08-846501-2 | 6 juillet 2012    | 978-2-5050-1491-1 |
| 9  | 11 août 2010     | 978-4-08-846554-8 | 21 septembre 2012 | 978-2-5050-1544-4 |
| 10 | 24 décembre 2010 | 978-4-08-846607-1 | 16 novembre 2012  | 978-2-5050-1576-5 |

## Film en prise de vues réelles
L'adaptation en film en prise de vues réelles a été annoncée en juillet 2014.

## Produits dérivés
Une adaptation en vomic (voiceover comic) a été produite par Shūeisha. Par la suite, deux drama CD ont été produits et commercialisés en août et septembre 2010 au Japon.
Un roman en quatre volumes est également paru au Japon entre septembre 2010 et avril 2011,,,.